# باراتشين
باراتشين (بالصربية: Параћин، تنطق pâratɕin) هي مدينة وبلدية تقع في منطقة بومورافلي في وسط صربيا. تقع المدينة في وادي نهر فيليكا مورافا، شمال كروسيفاتش وجنوب شرق كراغويفاتش، ويبلغ عدد سكانها 25104 نسمة في عام 2011. كما يوجد بها مطار مدني.

## تاريخ
تأسست مدينة باراتشين في صربيا حسب السجلات في عام 1375، عندما أصدر الأمير الصربي لازار ميثاقًا لدير ستيفان لازاريفيتش الكبير. هذا الميثاق كان يشمل القرى التابعة للدير في منطقة بتروس، بالإضافة إلى موقع يُعرف بـ “ترغ باراكينوف برود”، والذي يُترجم إلى “مدينة معبر نهر باراكين”. يُشير الاسم “باراكين” إلى الشخص الذي كان يُنقل الناس عبر نهر كرنيكا، الذي تقع عليه المدينة الآن. مع مرور الوقت، تطور الاسم “باراكين” وأصبح “باراتشين”. وهو الاسم الذي نعرف المدينة به اليوم.